# 土日基金文化センター
土日基金文化センター（とにちききんぶんかセンター、トルコ語: Türk Japon Vakfı; 英語: The Turkish-Japanese Foundation Culture Center）は、トルコと日本の社会、文化、技術、経済その他の分野における友好協力関係を促進するために、1993年にトルコの公益法人としてアンカラに設立された組織である。

## 歴史
土日基金文化センターは、1992年に日本を訪問したスュレイマン・デミレル首相（当時）の指示により、元関税専売大臣タイヤール・サドゥクラル博士の主導で1993年に創設された。基金の創設後、トルコ側は建物用の土地と、建築資金の半分以上を提供した。当時の遠山敦子駐トルコ大使（その後文部科学大臣）は日本の経団連などの機関に対し建設資金提供を要請し、その融資が実現して1998年5月3日に、竣工した土日基金文化センターの開所式が行われた。このような組織は他国にはあまり例がなく、トルコ国民の日本に対する親近感を示していると考えられる。
開所までの重要な出来事は次のとおりである。
1993年9月14日、三笠宮崇仁親王が建物の建設予定地に記念の桜を植樹した。
1996年5月5日、文化センターの起工式がスュレイマン・デミレル大統領（当時）臨席のもとに行われた。
1998年5月3日、開所式には、スュレイマン・デミレル大統領（当時）と、三笠宮寬仁親王および同妃が臨席した。豊田章一郎経団連会長も参加した。
センター内には、土日婦人友好文化協会、トルコ日本文化研究連携協会、JICA帰国研修員同窓会、土日帰国留学生協会にそれぞれ部屋が設置され、そのほかアンカラにあった既存のトルコ日本友好機関が一つにまとめられている。

## 活動
1993年に創設された土日基金文化センターの目的は、トルコと日本の社会、文化、技術、経済その他の分野における友好協力関係を促進することにある。この目的を実現するために、文化センターはあらゆる種類の文化広報活動を行い、国内外の機関と法律の範囲内で連携し、トルコ人に日本語を、日本人にトルコ語を教える講座を開設し、トルコ人に日本を、日本人にトルコを紹介している。そしてトルコと日本の芸術家相互の活動を推進し、科学研究と出版を援助し、セミナーや各種学術会議の運営を支援し、「日本研究資料センター」の役割を果たしている。

## 施設
文化センターには、多目的ホール、会議室、展示室、図書室、日本語教室、ベフビ・コチ日本研究センターの施設がある。多目的ホールは400人収容可能で、コンサートや様々なイベントを開催できる。また設立に尽力した遠山敦子の名前を冠した図書館には、1万冊以上の日本の書籍や各種視聴覚資料が備えられている。